# Vertikalt bandad gastroplastik
Vertikal bandad gastroplastik (VBG) är liksom gastric banding en så kallad restriktiv operationsmetod som främst förhindrar patienten att äta för mycket. Genom att minska eller förtränga magsäcken förhindras man att äta för stora matportioner. Man blir fort mätt och kräks upp maten om man äter för mycket. 

## Operation
Vid VBG görs ett hål genom magsäcken ca 5 cm nedanför matstrupens mynning i magsäcken (övre magmunnen). Genom detta hål kan man sedan föra upp ett instrument som med hjälp av metallklamrar stänger av den övre delen av magsäcken. På detta sätt får man en liten ficka i övre delen av magsäcken dit maten kommer från matstrupen. För att maten inte skall kunna gå för lätt ner i resten av magsäcken sätter man ett band från hålet i magsäcken runt magsäckens kant. På detta sätt får man en liten ficka där maten stannar på väg ner till resten av magsäcken och till tolvfingertarmen.
Den nya magsäcken rymmer ca 20-30 ml och hålet under bandet har en diameter av 1 cm. Omkretsen på utflödet från den nya magsäcken är cirka 5 cm vilket har visat sig ge bäst resultat. Om omkretsen är för stor får man inte den viktnedgång man önskar och omkretsen är för liten får man problem med att få i sig tillräckligt med föda.

## Komplikationer
Det vanligaste är att man får hål på magsäcken eller att det uppstår en blödning. Dessa komplikationer är ovanliga och går att lösa under operationen. 
De sena komplikationerna kan inträffa tiden efter operation men kan även komma efter flera år. Det kan dels röra sig om problem till följd av förändringar i matstrupen och kring bandet och dels kan det vara tekniska problem med själva bandet. För att hantera dessa komplikationer behövs oftast en ny operation.
Mineral- och vitaminbrist är sällsynt efter en VBG-operation. Mat som inte tuggas ordentligt kan fastna under bandet vilket kan leda till upprepade kräkningar. Denna matbit går då att avlägsna med hjälp av gastroskopi. Ibland kan det bli för trångt under bandet, vilket leder till kräkningar, och ibland är bandet för löst åtdraget vilket leder till dålig viktnedgång. Den raka häftraden kan spricka upp vilket leder till att maten kan åka direkt ner i magsäcken vid sidan av bandet, man kan då äta mer och som följd får man en viktuppgång. De två sistnämnda komplikationerna kan leda till att man behöver genomgå en ny operation för att åtgärda problemet. 

## Långtidsresultat
Vid 3-5 års uppföljning ses en viktreduktion på 30-50 %. Efter 14 år är viktreduktionen 20-30 % bland annat på grund av att många patienter börjar äta mer sötsaker.